# Bath and North East Somerset
Bath and North East Somerset este o Autoritate Unitară în regiunea South West England. 

## Orașe în cadrul districtului
- Bath;
- Keynsham;
- Norton Radstock;

1. ↑   http://data.ordnancesurvey.co.uk/doc/7000000000025554 Lipsește sau este vid: |title= (ajutor)
2. ↑  Bath and North East Somerset (Unitary District, Bath and North East Somerset, United Kingdom) - Population Statistics, Charts, Map and Location (în engleză), arhivat din original|archive-url= necesită |url= (ajutor) la 1 iulie 2023